# 大森貝塚

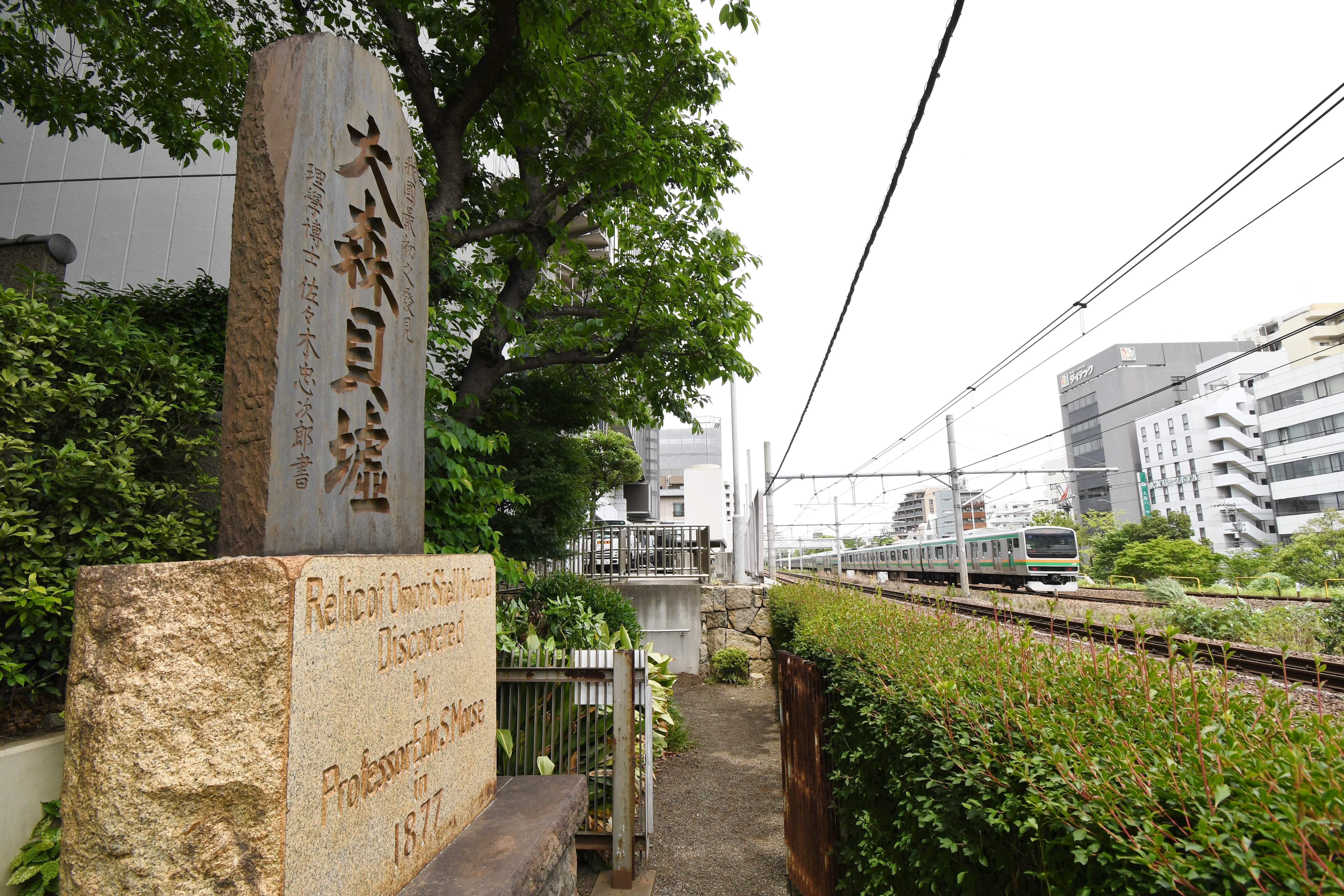
大森貝墟碑と東海道線

大森貝塚（おおもりかいづか）は、東京都品川区・大田区にある縄文時代後期から末期の貝塚。発見者のエドワード・S・モースの名を冠してモース貝塚（モースかいづか）とも。

## 歴史
1877年（明治10年）6月17日に横浜に上陸したアメリカ人の動物学者・エドワード・S・モースが、6月19日に横浜から新橋へ向かう途中、大森駅を過ぎてから直ぐの崖に貝殻が積み重なっているのを列車の窓から発見し、政府の許可を得た上9月16日に発掘調査を行った。助手ら3人とともに土器、骨器、獣骨を発見し、9月29日にも訪れ、10月9日から本格的な発掘を行った。
1955年（昭和30年）3月24日には、国の史跡に指定された。モースらの発掘した貝殻、土器、土偶、石斧、石鏃、鹿・鯨の骨片、人骨片などの出土品は東京大学に保管されており、1975年（昭和50年）に全て国の重要文化財に指定されている。

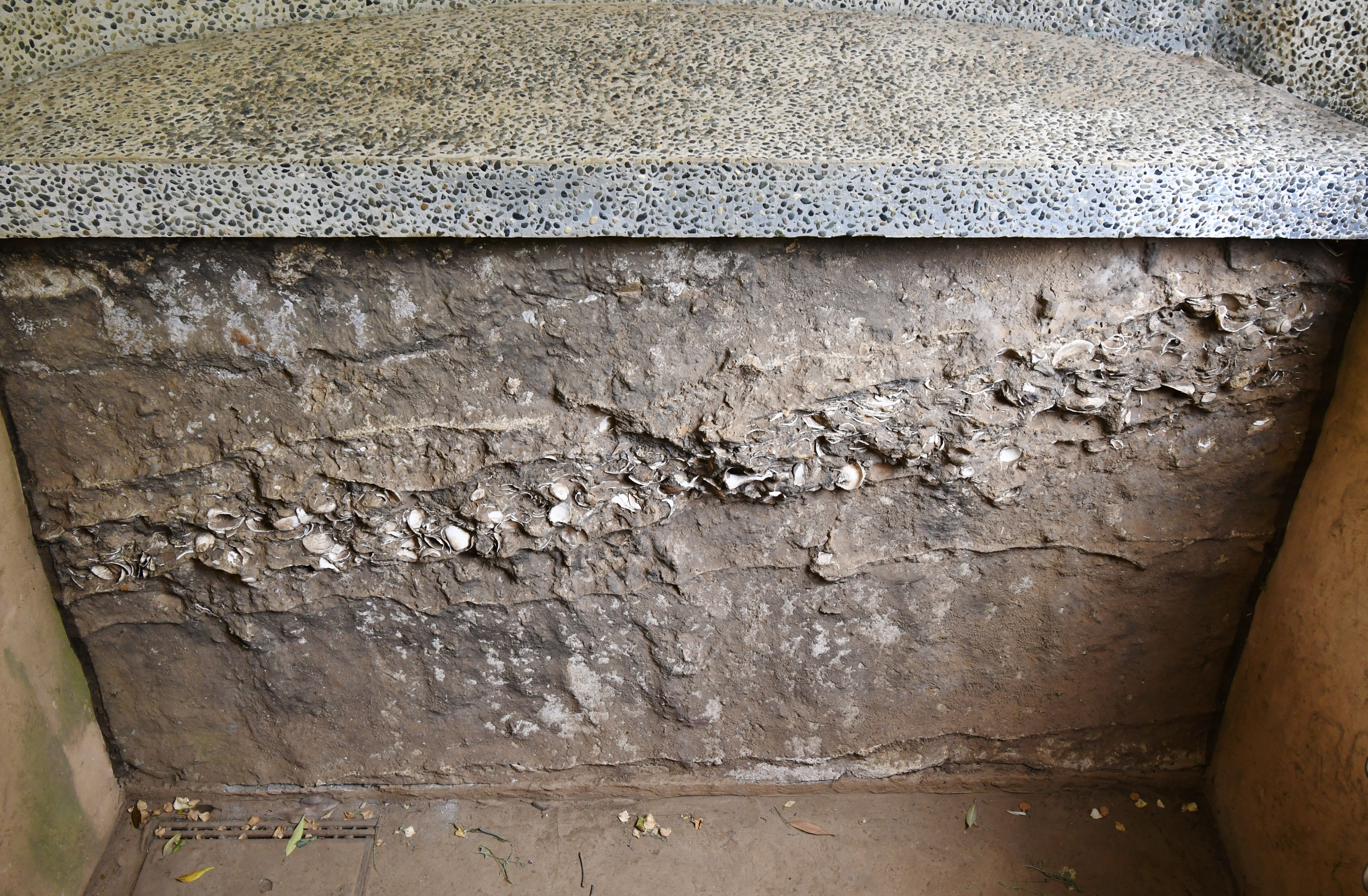
大森貝塚遺跡庭園展示の貝層
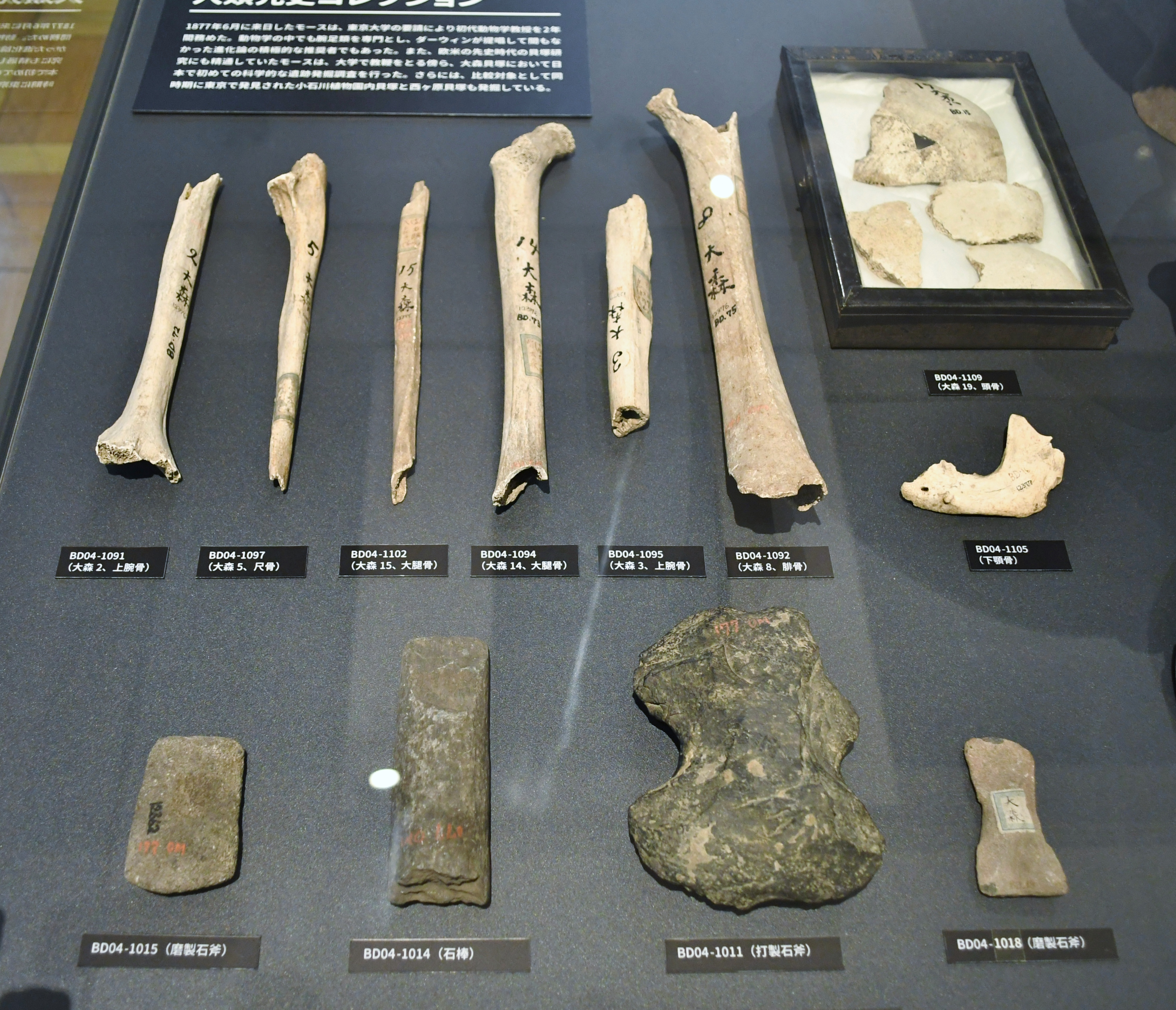
石器・人骨 東京大学総合研究博物館展示。
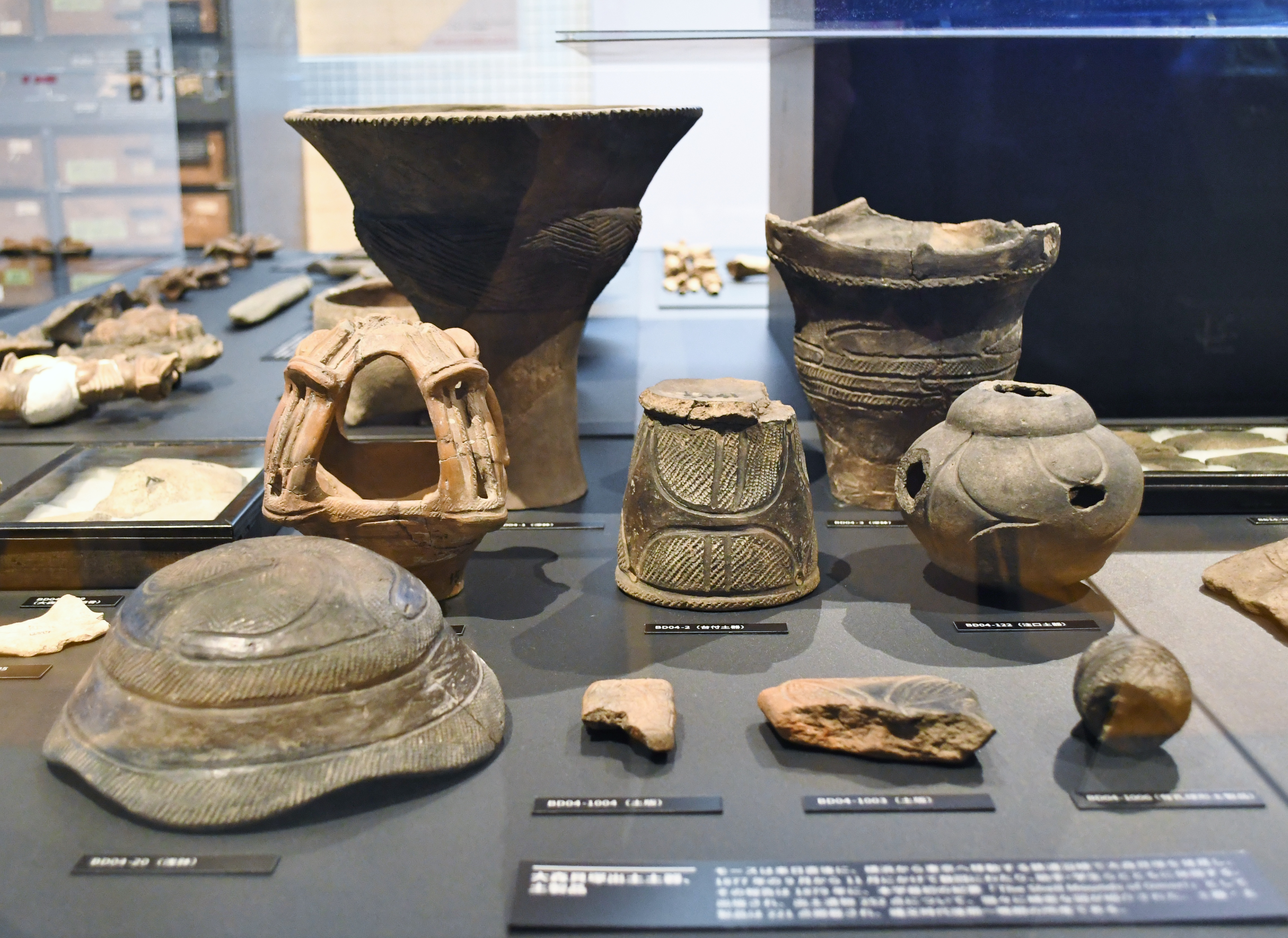
土器・土製品 東京大学総合研究博物館展示。

## 2つの貝塚碑

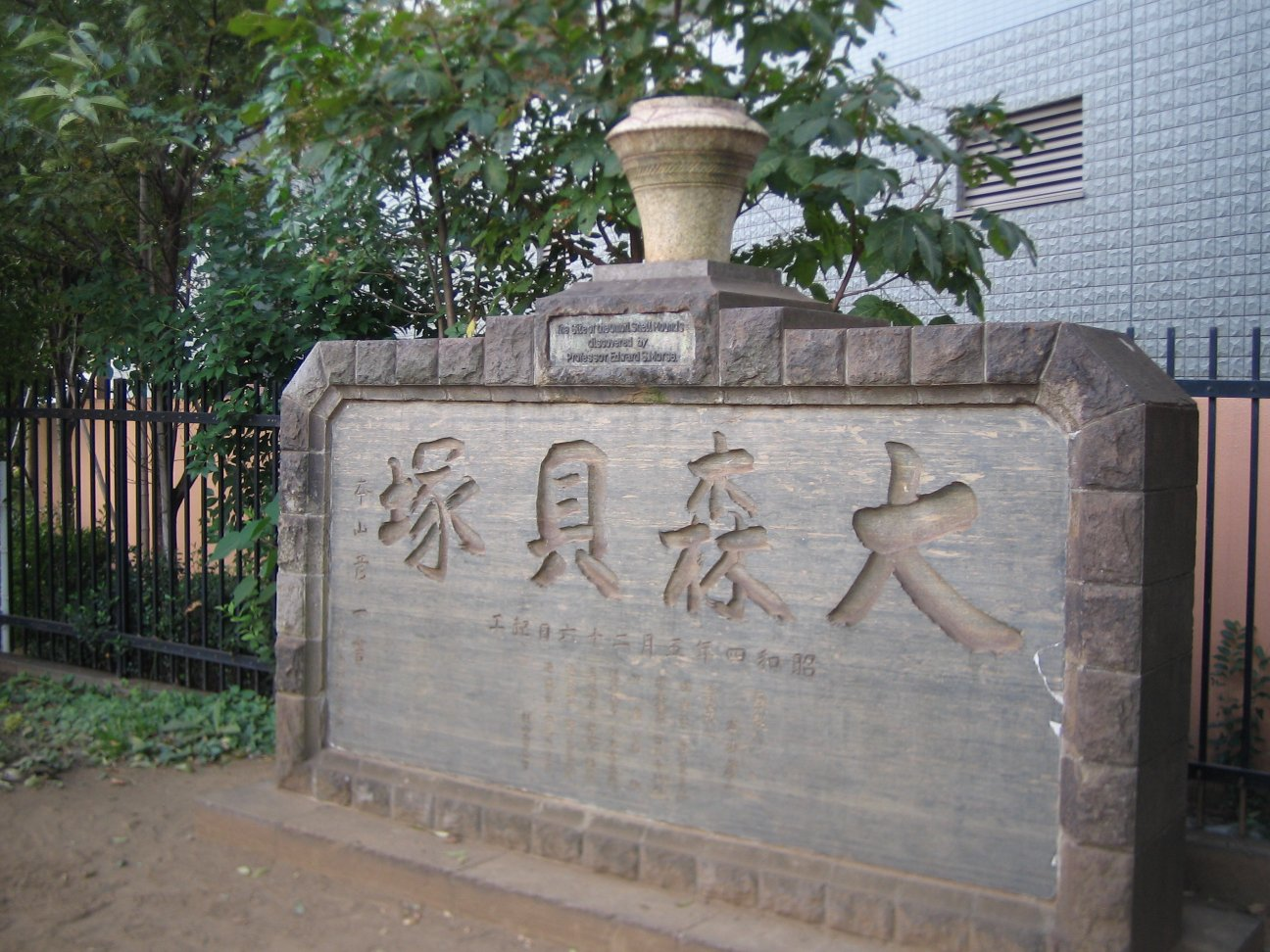
品川区の大森貝塚碑

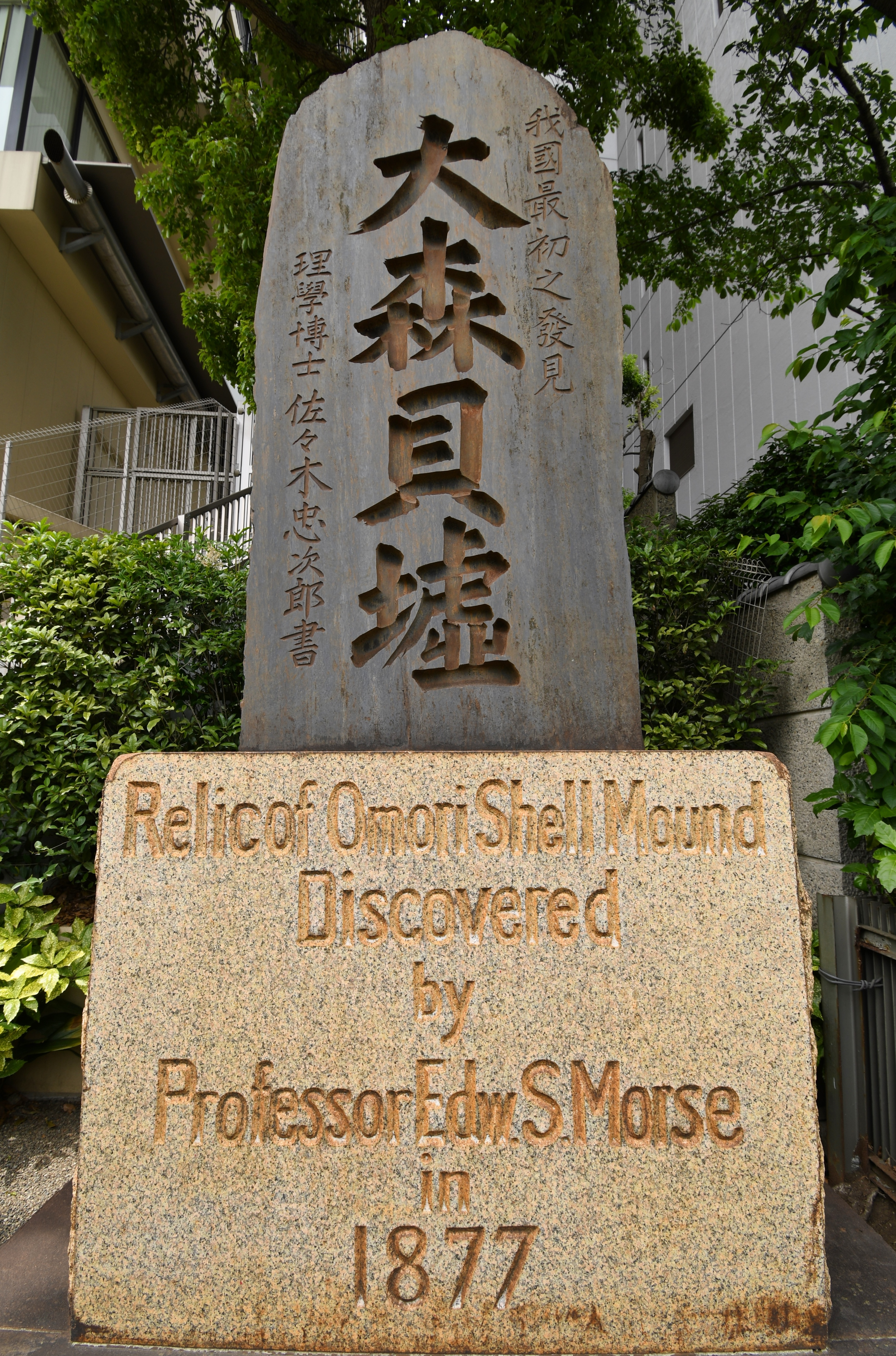
大田区の大森貝墟碑

現在、大森貝塚に関する石碑は、品川区側の遺跡一帯に整備された大森貝塚遺跡庭園（品川区大井六丁目21）内と、大田区側の大森駅近くのNTTデータ大森山王ビル横の小道を線路側に入り進んだ場所（大田区山王一丁目3）の2ヵ所にある。前者は横書きで右から「大森貝塚」、後者は縦書きで「大森貝墟」と書かれており、貝塚碑は1929年（昭和4年）11月に、貝墟碑は1930年（昭和5年）に相次いで建てられた。貝塚碑は、上部に縄文後期の深鉢をあしらい、碑額には「 The Site of the Omori Mounds discovered by Professor Edward S.Morse 」（エドワード・S・モース教授によって発見された大森貝塚跡）とあり、貝墟碑は、高さ2メートルを超える板碑で、碑面には「我国最初之発見　大森貝墟　理学博士佐々木忠次郎書」とあり、また、「明治十年モース先生の発見に係り門下生生理学博士佐々木忠次郎松浦佐用彦両氏と共に発掘研究せし顕著なる遺跡也昭和五年四月建立」とある。
モースが論文に発掘場所の詳細を記載しなかったこと、貝塚発見の報告文書に所在地が大森村と記述されたことから、当初の発掘地点について長い間、品川区説と大田区説の2つが存在した。しかし、1984年（昭和59年）までの複数の調査により、東京府が大井村字鹿島谷（現在の品川区大井6丁目）の土地所有者に調査の補償金50円を支払った文書が発見されたこと、貝塚碑周辺の再発掘で貝層が確認された一方、貝墟碑周辺では見つからなかったことから、現在では品川区で調査したことが判明した。なお、両者は約300メートルの距離である。
「東京大学法理文学部第六年報」によると、発掘地は「荏原郡大井町」（現在の品川区大井六丁目）である。

## モースと小シーボルト
大森貝塚の発掘には、モースの他に、フィリップ・フランツ・フォン・シーボルトの次男であるハインリヒ・フォン・シーボルトが関わっている。ハインリヒは、考古学に精通していたが、学者ではなく外交官（通訳官）であった。
ハインリヒは、大森貝塚の発見を彼の師であるコペンハーゲン国立博物館館長J．A．ウォルソーに報告（1878年（明治11年）7月20日）しており、この報告によればハインリヒの大森貝塚発掘は、その前年の1877年秋、モースの発掘の前に行われた可能性がある。
モースとハインリヒは、第一発見者の功を争っており、少なくともモースは後に『日本その日その日』として翻訳された、同書のなかでモースは、「発掘調査開始にあたって誰かに先を越されることが心配だった」と述べている。
モースは1877年（明治10年）9月16日に1回目の調査を行うと、『ネイチャー』1877年11月29日号に、同年9月21日付として自身の大森貝塚発見の記事を投稿した。また、10月には東京大学が東京府に対して発掘調査の独占許可を要請し、この許可を得た。
一方でハインリヒも1878年1月31日号に自身が大森貝塚を発見したとの記事を寄せ、モースを激怒させた。
最終的には、モースが大森貝塚の報告書を1879年に出版したこと、ハインリヒの本業である外交官業務が多忙を極め考古学研究から遠ざかったことが決定打となり、ハインリヒの日本における考古学研究活動は終わっている。
ハインリヒに対しての研究は1996年（平成8年）に行われたシーボルト父子展、ハインリヒの没後100年の2008年（平成20年）に行われた各所での記念展において扱われた程度である。老練な研究者モースにハインリヒが挑んだこの研究論争によって、日本の考古学が飛躍的に発展を遂げた。ちなみに、日本において考古学という言葉を使い始めたのはこのハインリヒが出版した「考古説略」が始めであることは余り知られていない。
指紋捜査の研究は、大森貝塚から始まったものである。

## 時代背景
縄文時代後期は寒冷化に伴う環境の変化により、木の実、動物などの食料が減少した時代である。さらに東京、神奈川一帯では箱根山の噴火や富士山の噴火が長期化したため食料の確保が難しくなり、それに伴い急激な人口減少が起きている。そのため東京、神奈川では縄文時代晩期の遺跡はほとんど見当たらない。その際、寒冷化に伴う食料資源の減少が少ない海産物を中心に食料の確保をしたため、この貝塚ができたとされる。

## 文化財

### 重要文化財（国指定）
- 大森貝塚出土品（考古資料） - 明細は後出。国立大学法人東京大学総合研究博物館保管。1975年（昭和50年）6月12日指定[3]。

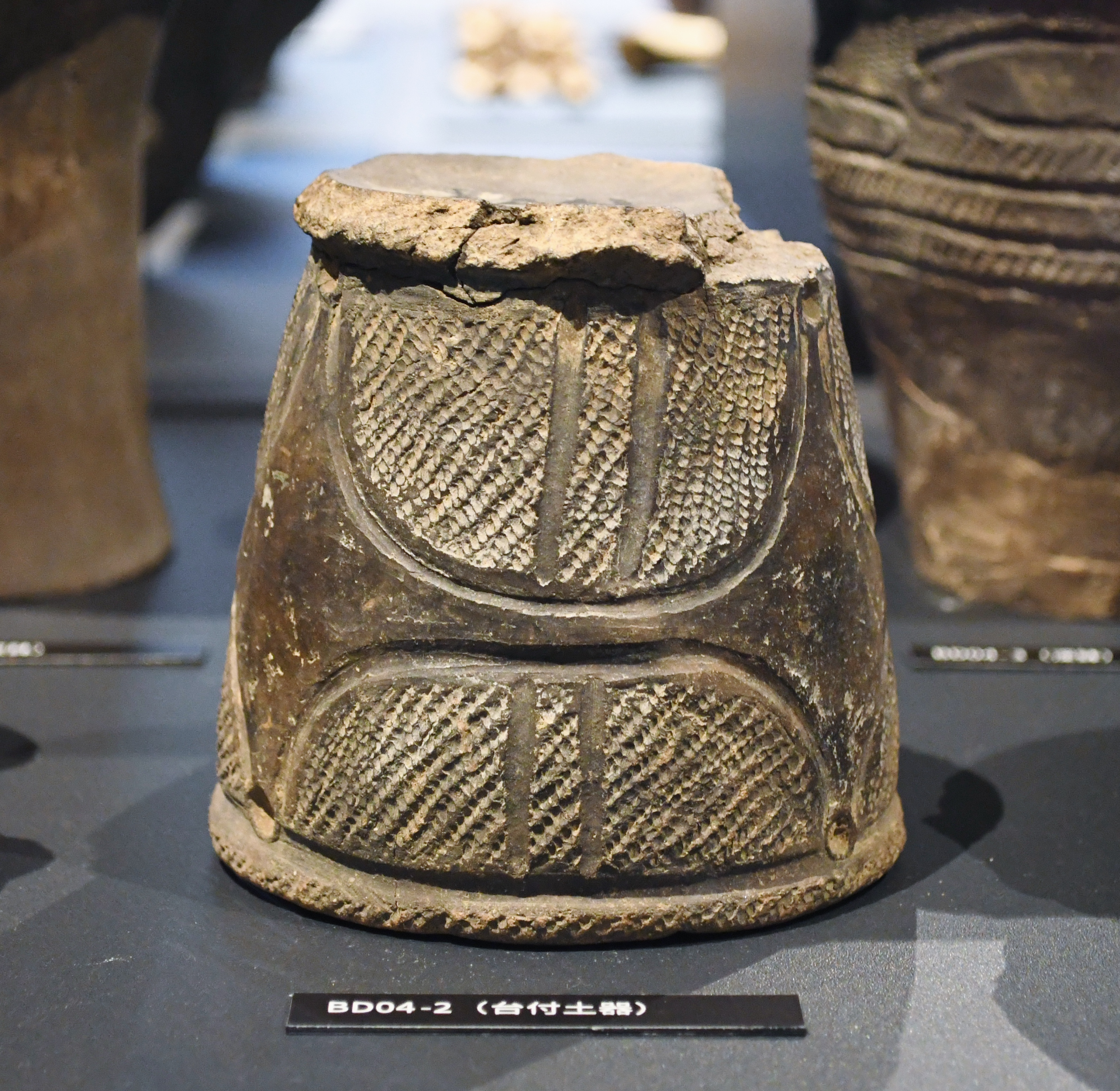
台付土器
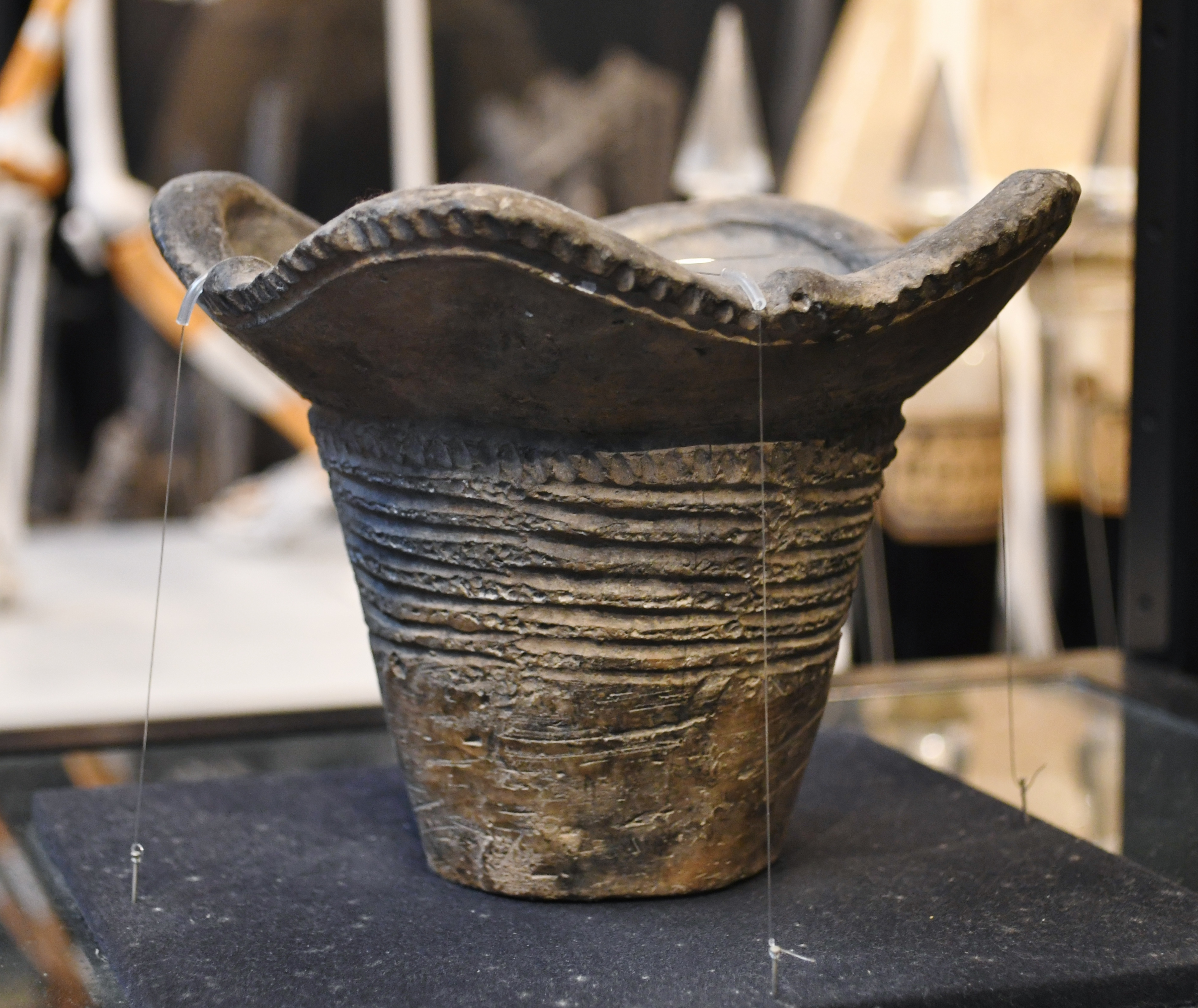
深鉢土器
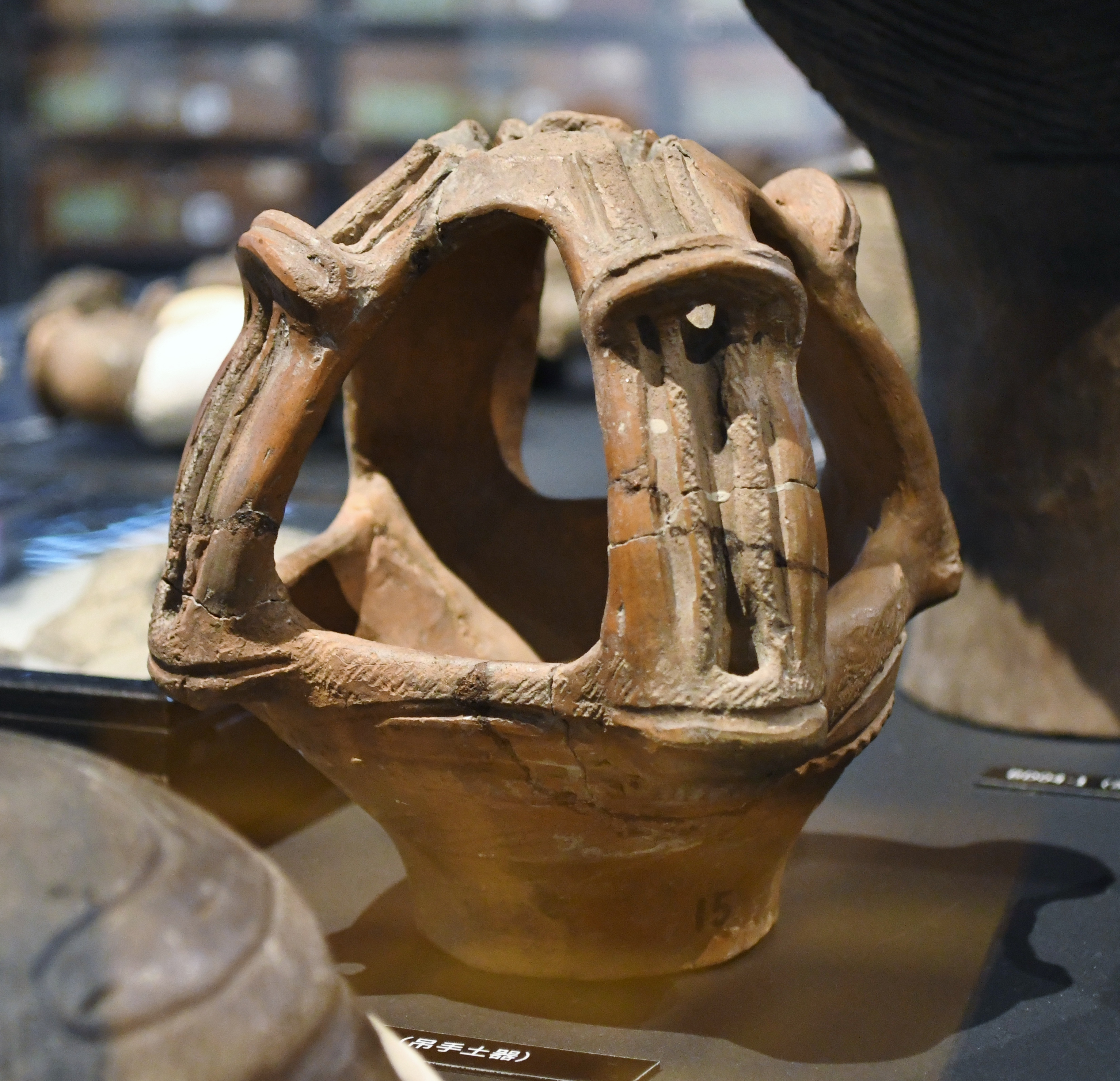
吊手土器
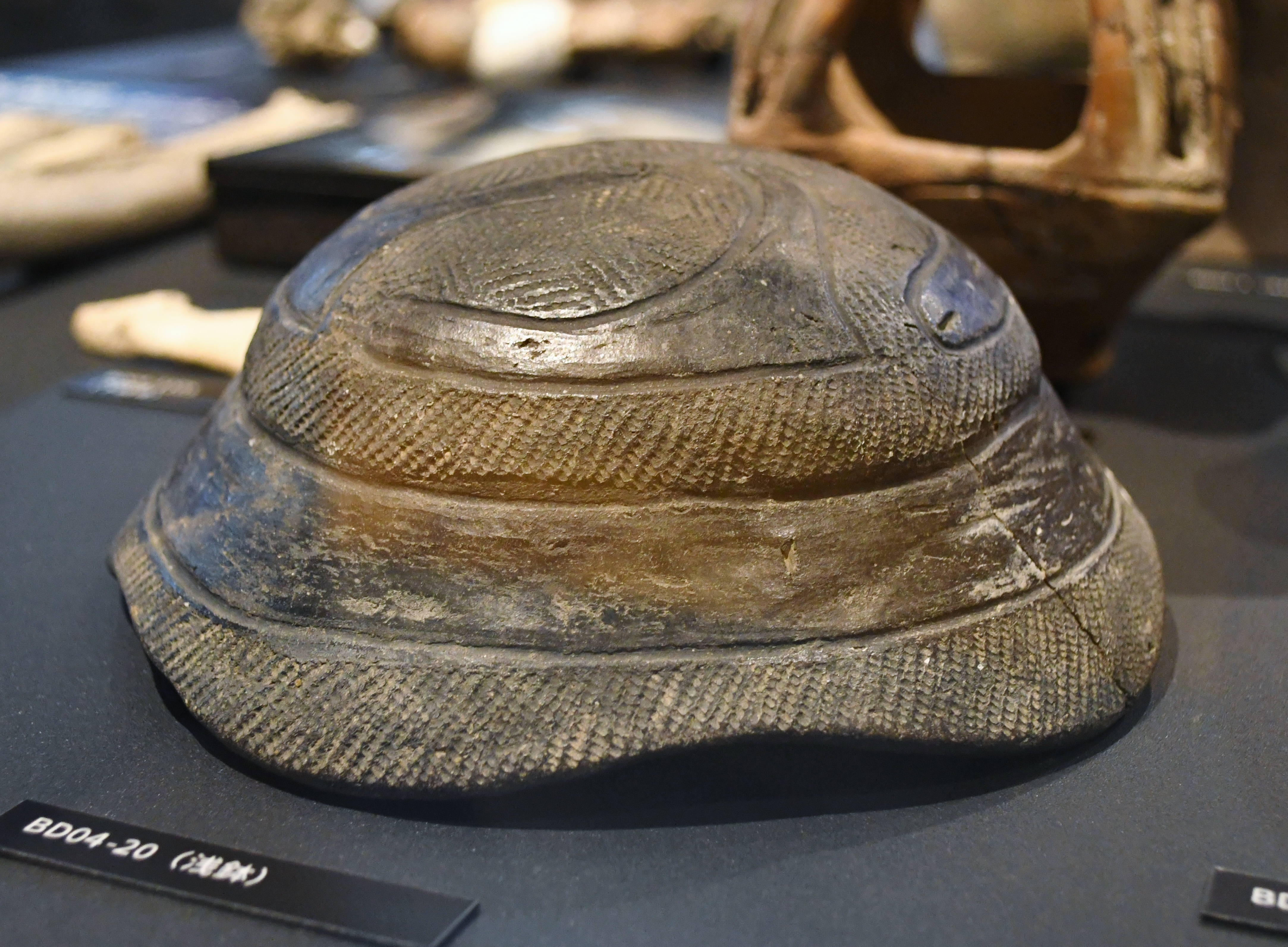
浅鉢土器
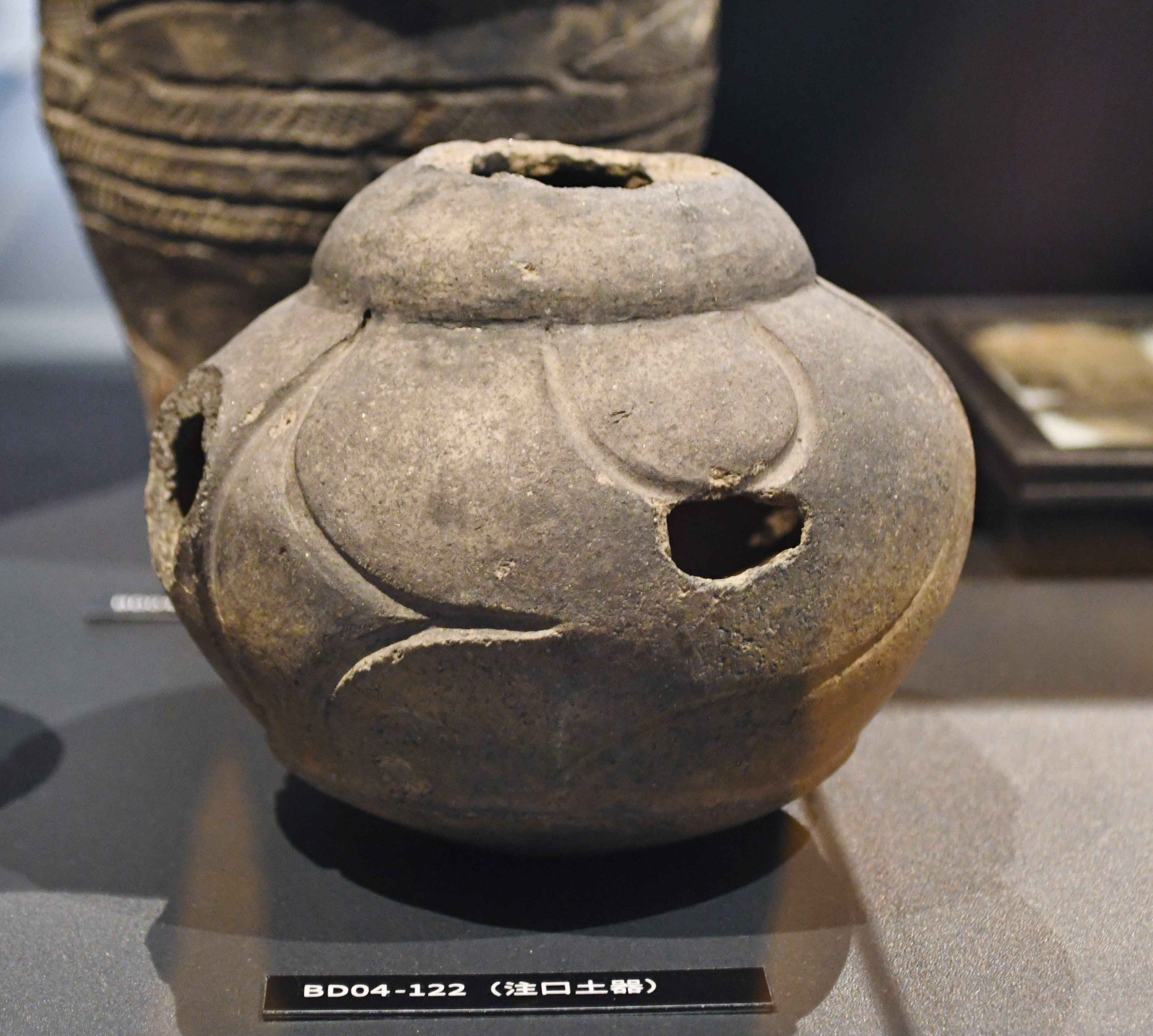
注口土器

- 土器類
  - 壺形土器 2箇
  - 鉢形土器 5箇
  - 浅鉢形土器 2箇
  - 埦形土器 4箇
  - 台付土器 1箇
  - 注口土器 1箇
  - 釣手形土器 1箇
- 石器類
  - 打製石斧 1箇
  - 砥石 2箇
- 土版残欠 5箇
- 土錐形土製品残欠 1箇
- 石棒残欠 3箇
- （附指定）土器破片 一括
- （附指定）人骨・獣骨・鳥骨・貝類等 一括

- 台付土器
- 深鉢土器
- 吊手土器
- 浅鉢土器
- 注口土器

### 国の史跡
- 大森貝塚 - 1955年（昭和30年）3月24日指定、1986年（昭和61年）8月16日に史跡範囲の追加指定[4]。

## 交通機関

### 大森貝塚遺跡庭園
- 東急バス 森01・ 森02・森04・ 森05・森91・井03・井09・品94系統 大森操車所下車徒歩1分
- JR大森駅北口より徒歩5分

### 大森貝墟碑
- JR大森駅北口より徒歩2分